# Агиос Николаос (окръг Фамагуста)
Вижте пояснителната страница за други населени места с името Агиос Николаос.
А̀гиос Нико̀лаос (на гръцки: Αγιος Νικόλαος; на турски: Yamaçköy) е село в Кипър, окръг Фамагуста. Според статистическата служба на Северен Кипър през 2011 г. селото има 92 жители.
Де факто е под контрола на непризнатата Севернокипърска турска република.